# Ulrich Neckel
Ulrich Neckel (23 de Janeiro de 1898 - 11 de Maio de 1928) foi um piloto alemão durante a Primeira Guerra Mundial. Abateu 30 aeronaves inimigas, o que fez dele um ás da aviação.